# 하이뎬우루쥐역
하이뎬우루쥐역(중국어: 海淀五路居站)은 중국 베이징시 하이뎬구의 톈춘루 가도와 바리좡 가도의 경계인 서4환 북로·링룽로의 교차로에 위치한 베이징 지하철 6호선의 지하철역이다. 이 역의 원래 역명은 우루쥐역(五路居站)이었으나, 베이징의 다른 지역에도  “우루쥐”라는 지명이 있기 때문에 구분을 위해 앞에 구명인 “하이뎬(海淀)”이 추가되었다.

## 위치
이 역은 링룽로와 서4환북로 교차로에 있다.

## 역 구조
이 역은 3층 4경간 직사각형 프레임 구조를 채택하고 있으며, 승강장은 스페인식 승강장 배치로 원래 1단계 공사 열차가 승하차 승객을 위해 반환되었으며, 양쪽 상대식 승강장은 승객이 하차할 수 있고 중간 섬식 승강장은 승객이 승차할 수 있다.
6호선 서부연장구간 개통으로 진안차오역까지 연장되면서 섬식 승강장만 상하객용으로 남겨두고 2개의 상대식 승강장은 폐쇄됐다.
| 지면층          | 출구                            | A-D출구                            |
| 지하 1층        | 대합실                          | 고객 센터, 자동발매기, 이카통 충전 |
| 지하 2층 승강장 | 상대식 승강장, 사용되지 않음    | 상대식 승강장, 사용되지 않음       |
| 지하 2층 승강장 | ←                               | ■ 6호선 진안차오 방면 (톈춘)       |
| 지하 2층 승강장 | 섬식 승강장, 왼쪽 출입문이 열림 |                                    |
| 지하 2층 승강장 | →                               | ■ 6호선 루청 방면(츠서우쓰)        |
| 지하 2층 승강장 | 상대식 승강장, 사용되지 않음    |                                    |

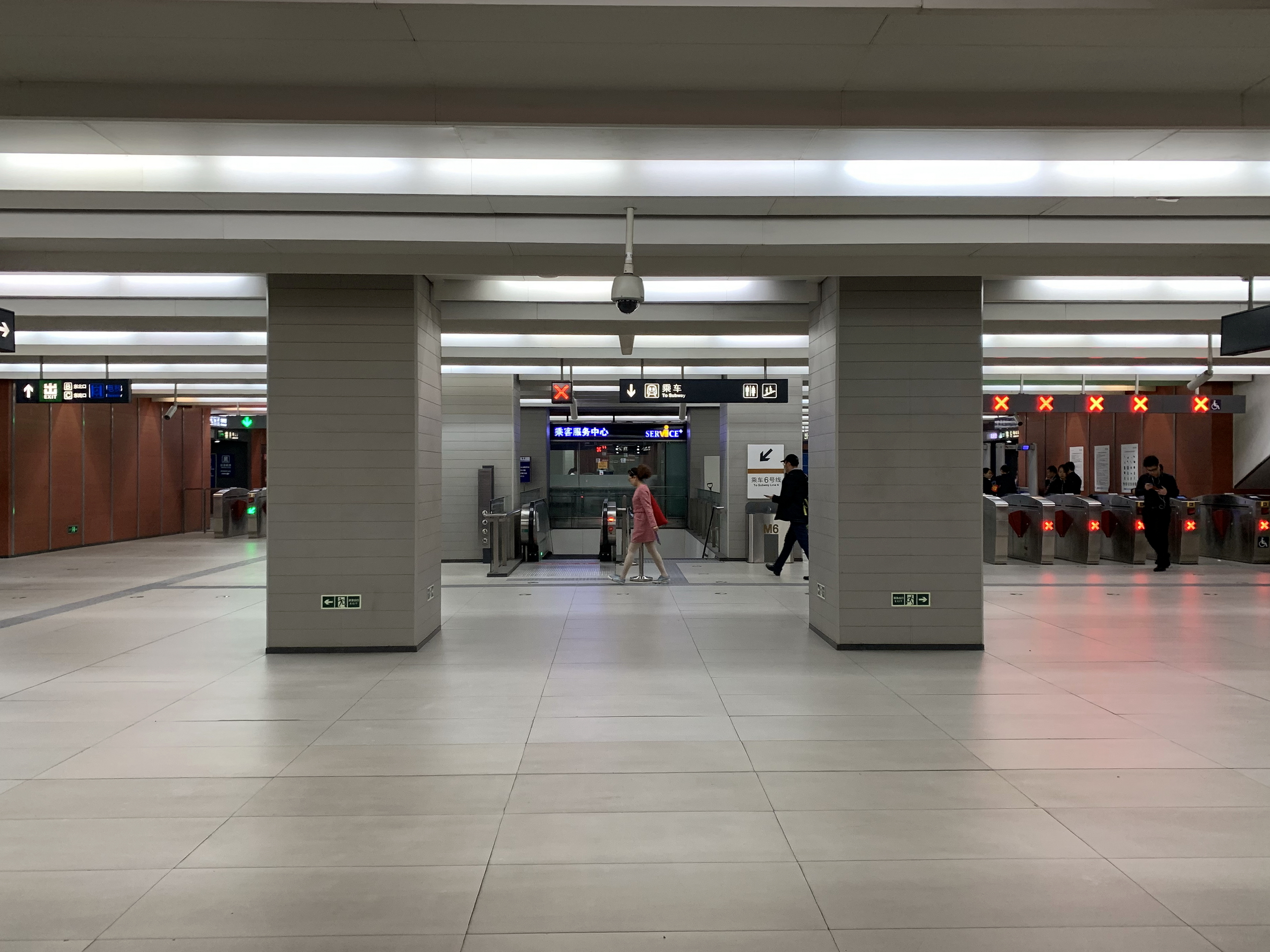
역 대합실층(2019년 4월)
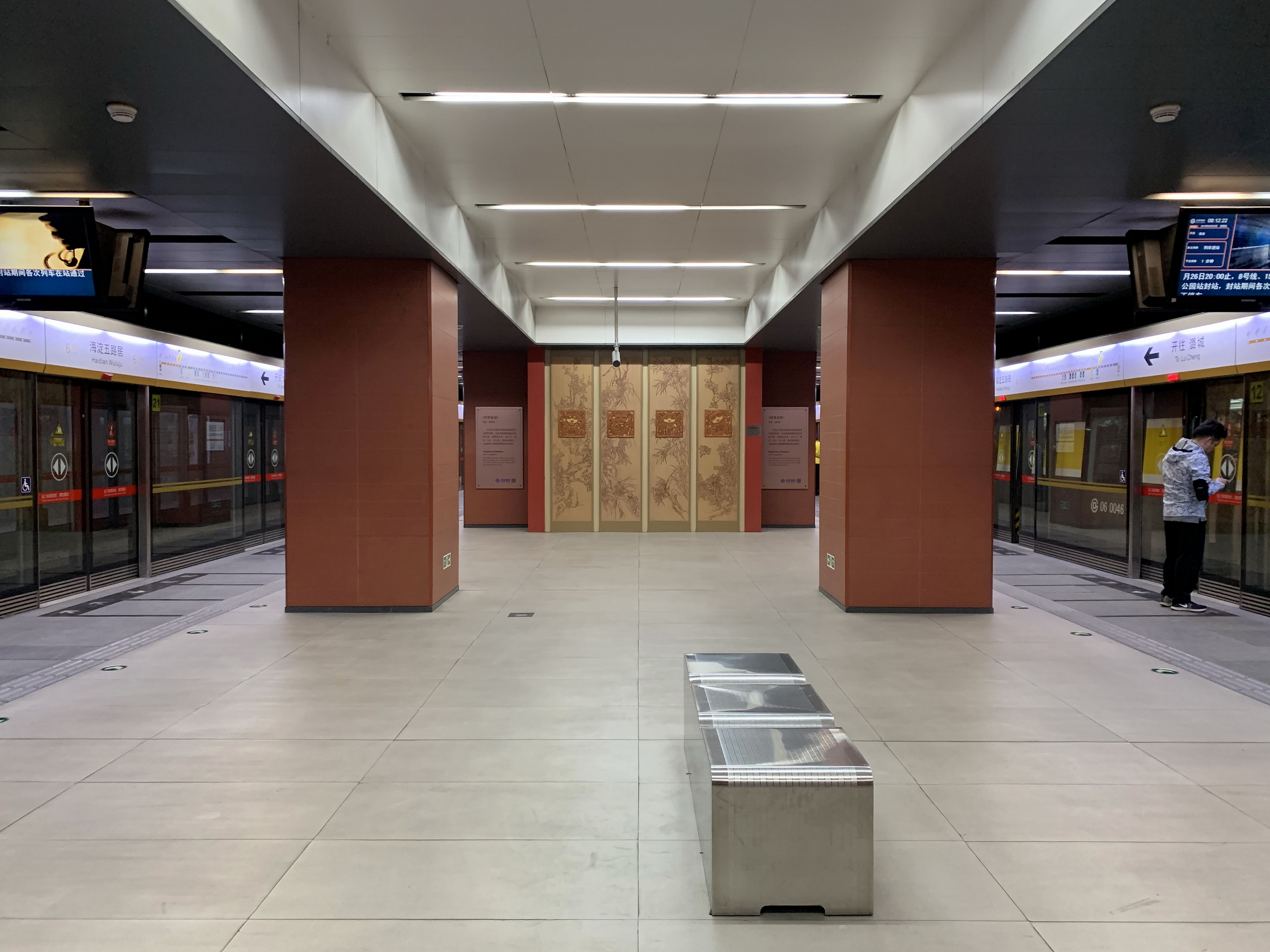
승강장 중앙(2019년 4월)

## 출구
이 역에는 A(서북), B(동북), C(동남), D(서남)의 4개의 출구가 있으며 모두 서4환북로의 동쪽에 있다.
|                         |                |      |             |
| 출구                    | 출구 인근      | 사진 | 무장애 시설 |
| 出口 · A                | 서4환(西四环)  |      |             |
| 出口 · B                | 링룽로(玲珑路) |      |             |
| 出口 · C                | 링룽로(玲珑路) |      |             |
| 出口 · D                | 서4환(西四环)  |      |             |
| 아이콘 설명: 엘리베이터 |                |      |             |

## 연결 교통
역 밖에는 버스정류장 1개가 설치되어 있으며, 336번, 414번, 73번 등의 버스 노선의 기점이 된다.